# Rhionaeschna galapagoensis
Rhionaeschna galapagoensis – gatunek ważki z rodziny żagnicowatych (Aeshnidae). Występuje na terenie Ameryki Południowej. Występuje endemicznie w Ekwadorze.